# Silicato de hafnio
El silicato de hafnio es la sal de hafnio(IV) del ácido silícico con la fórmula química HfSiO4.
Las películas delgadas de silicato de hafnio y silicato de circonio obtenidas por deposición de capas atómicas, deposición química en fase vapor o MOCVD pueden utilizarse como dieléctricos de alta k en sustitución del dióxido de silicio en los dispositivos semiconductores modernos. La adición de silicio al óxido de hafnio aumenta la brecha de banda, al tiempo que disminuye la constante dieléctrica. Además, aumenta la temperatura de cristalización de las películas amorfas e incrementa aún más la estabilidad térmica del material con Si a altas temperaturas. A veces se añade nitrógeno al silicato de hafnio para mejorar la estabilidad térmica y las propiedades eléctricas de los dispositivos.

## Presencia natural
El hafnón es la forma natural del ortosilicato de hafnio. Su nombre sugiere que el mineral es el análogo en Hf del circón, mucho más común. El hafnón es el único mineral de hafnio confirmado que se conoce en la actualidad (es decir, en el que predomina el hafnio). El hafnón y el circón forman una solución sólida. El hafnio es un mineral exclusivamente pegmatítico y se presenta en pegmatitas muy fraccionadas (de génesis/historia compleja).